# アカプシ・ンゲラ
アカプシ・ンゲラ（Akapusi Qera、1984年4月24日 - ）は、フィジーのラグビー選手。

## プロフィール
- フィジー・スバ出身。
- ポジションはフランカー(FL)、ナンバーエイト(No8)。
- 身長 194cm、体重 112kg
- フィジー代表キャップは65（2020年7月現在）でラグビーワールドカップ2007・ラグビーワールドカップ2011・ラグビーワールドカップ2015のフィジー代表に選ばれてラグビーワールドカップ2015の時は主将を務めた[1]。

## 略歴
コースタル・スタリオンズ、パーテンプス・ビーズ、グロスター、トゥールーズ、モンペリエ、SUアジャンを経て、2018年、ハートプリー大学RFCに加入。